# Siphanta acuta
Siphanta acuta är en insektsart som först beskrevs av Walker 1851.  Siphanta acuta ingår i släktet Siphanta och familjen Flatidae. Inga underarter finns listade i Catalogue of Life.

## Bildgalleri

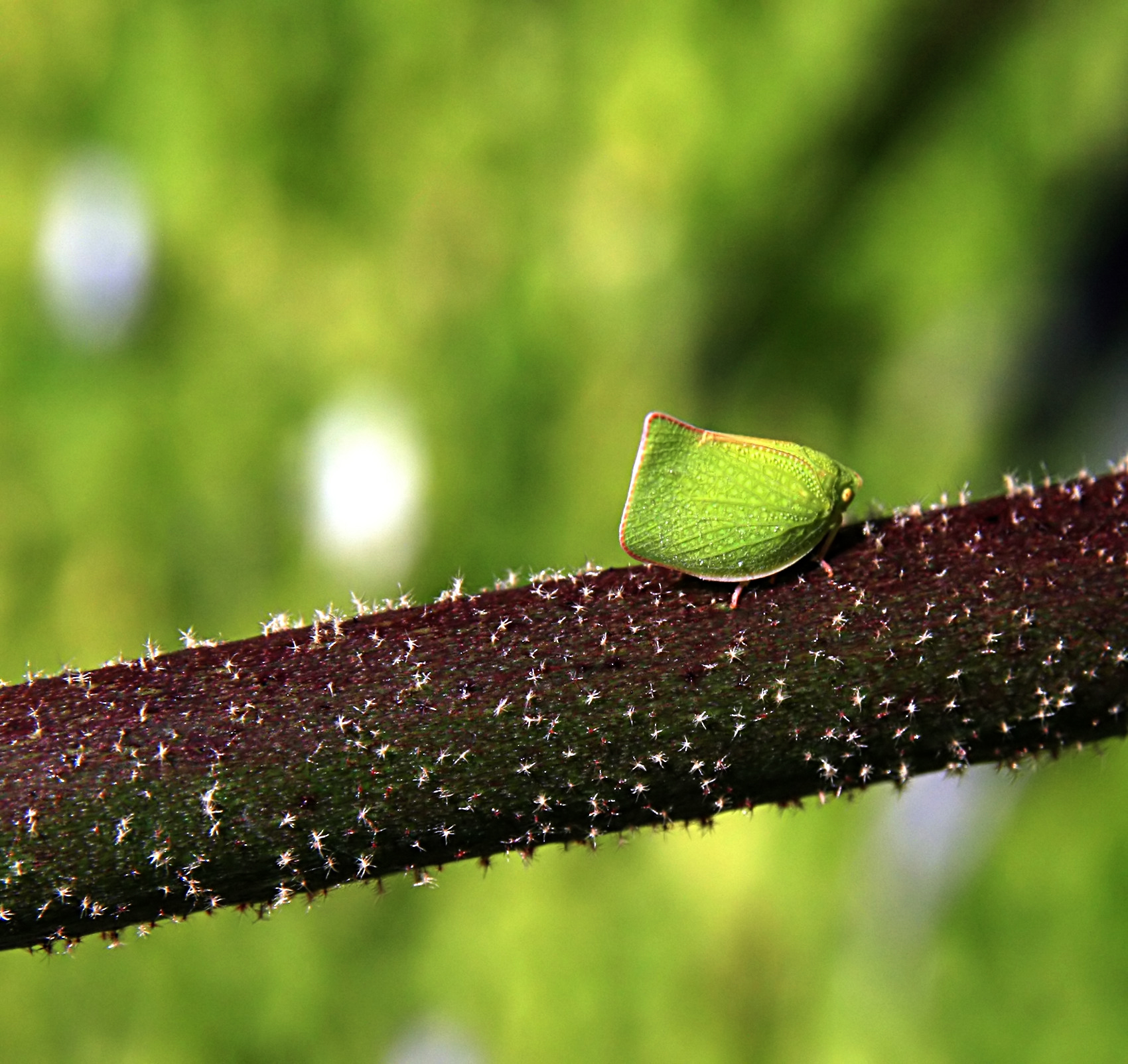
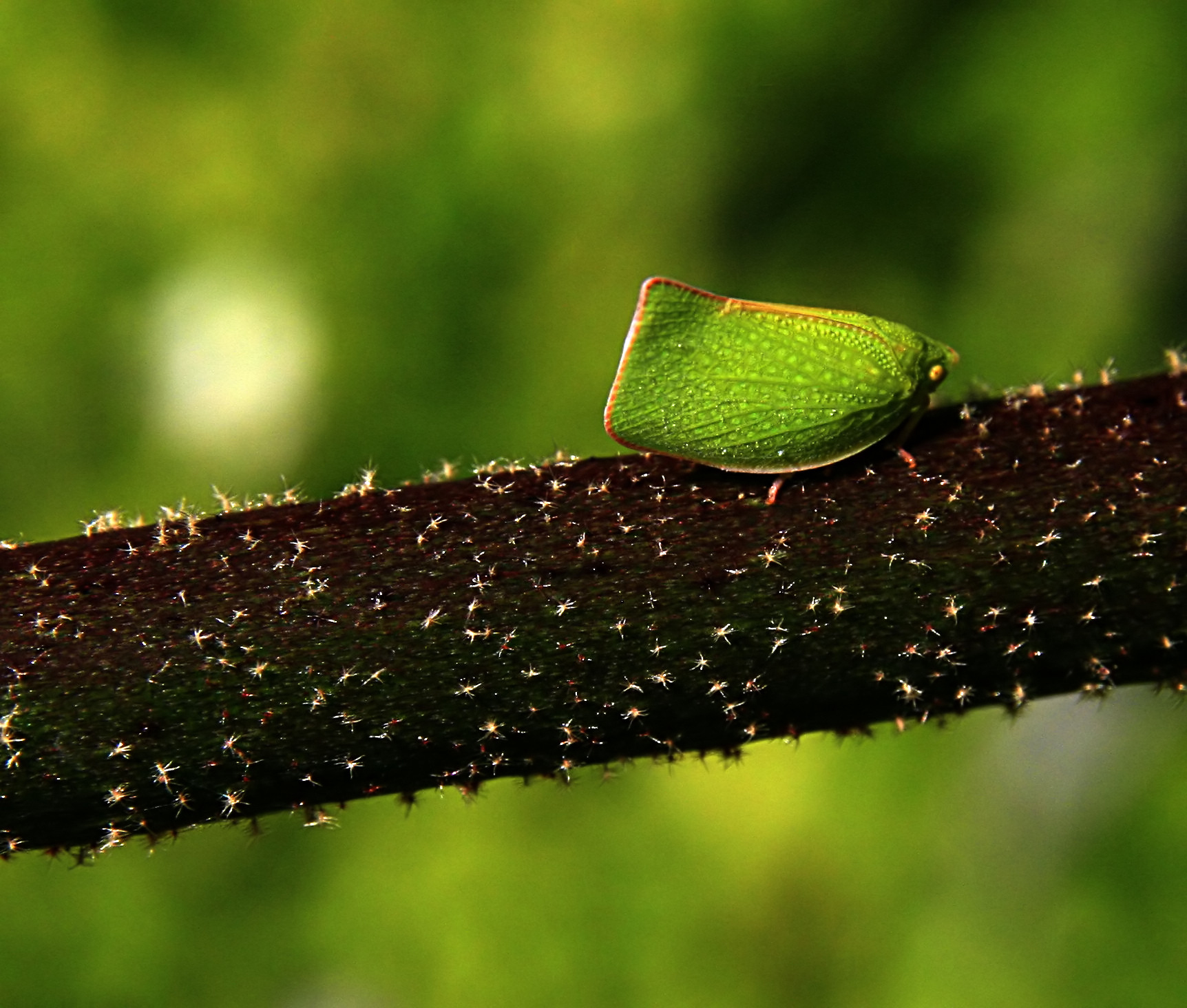
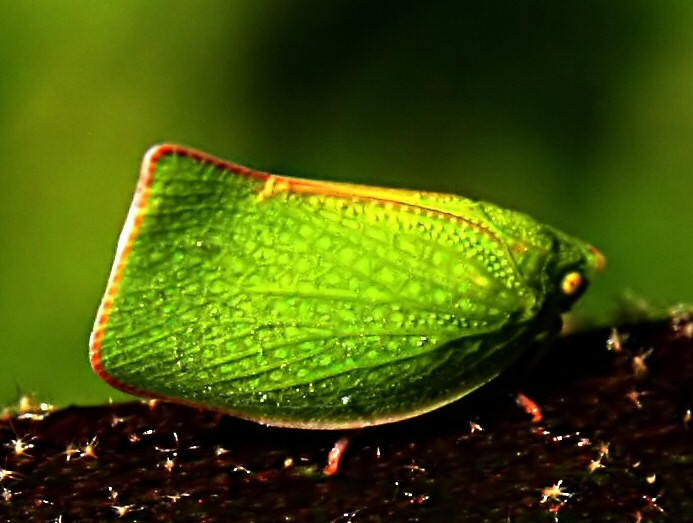
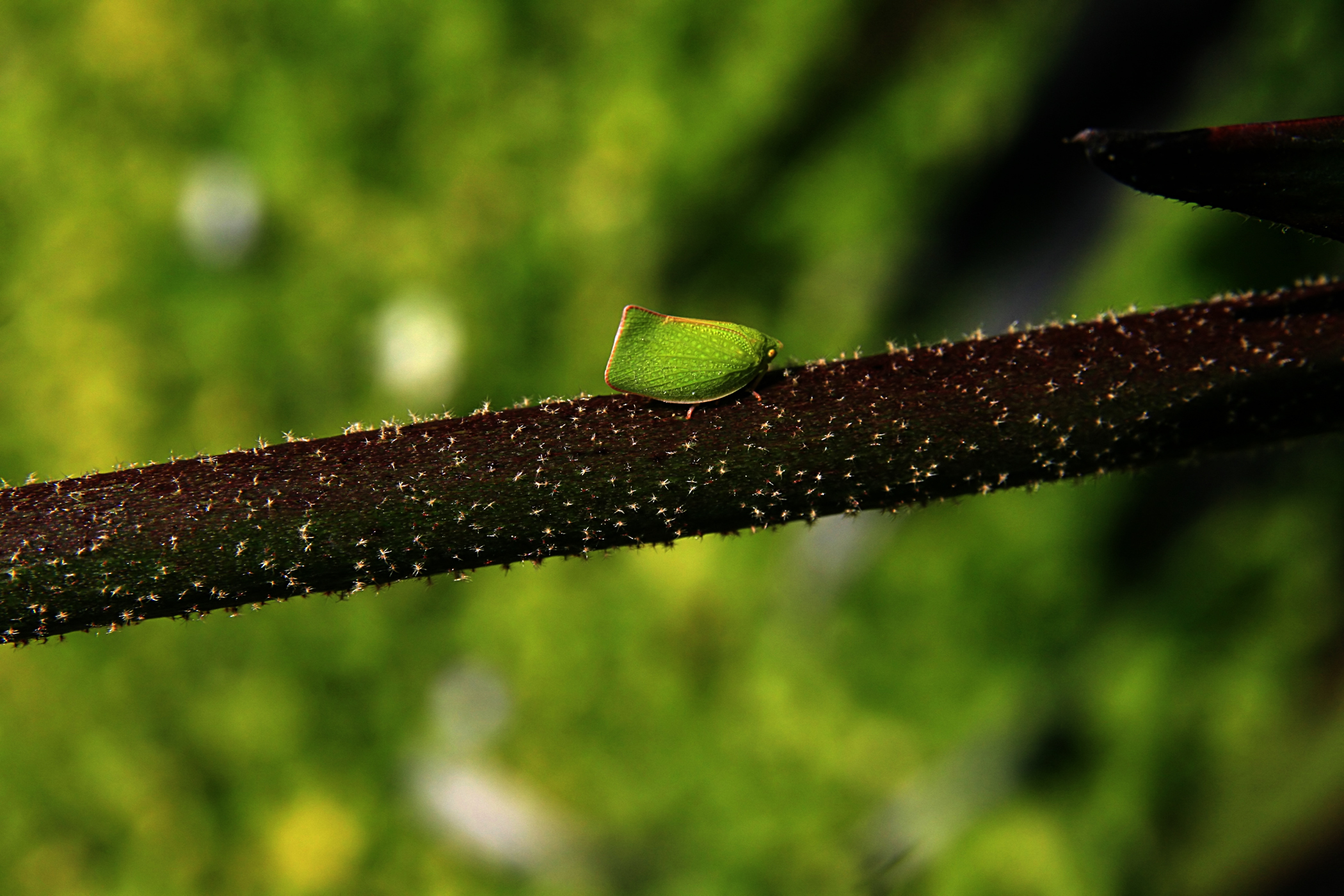
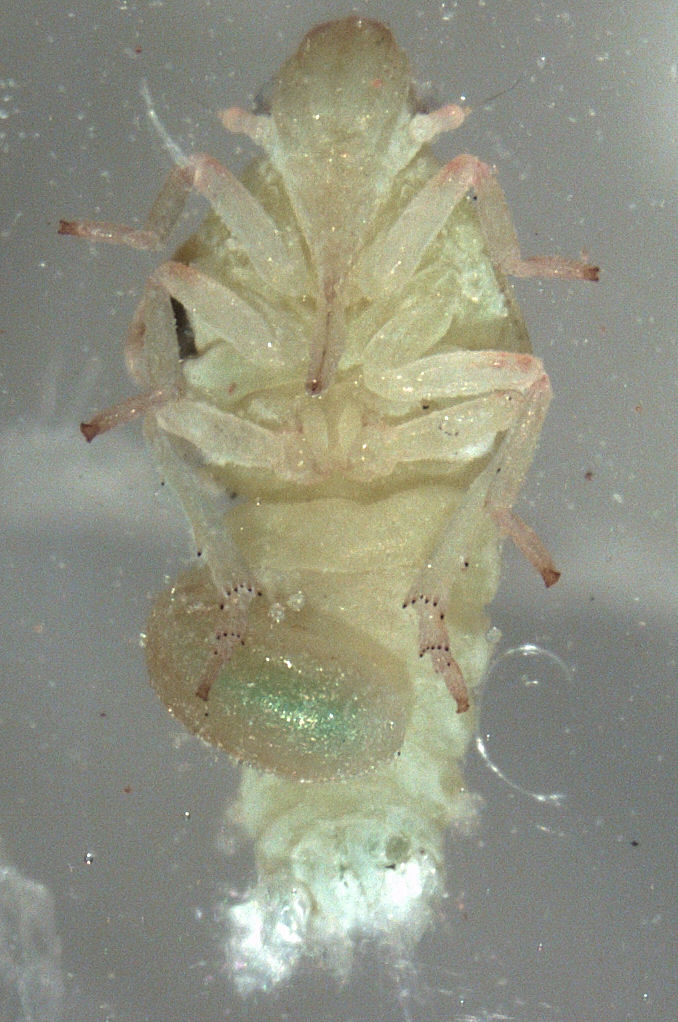